# Dicranella coarctata
Dicranella coarctata là một loài Rêu trong họ Dicranaceae. Loài này được (Müll. Hal.) Bosch & Sande Lac. mô tả khoa học đầu tiên năm 1858.